# Assumpta Mercader i Solà
Assumpta Mercader i Solà (Malgrat de Mar, 30 de març del 1966) és una narradora, actriu, titellaire i escriptora catalana.
L'any 1994 va crear, juntament amb Lidia Massó, la companyia L'Espina de la Sardina. També ha publicat diferents contes a la revista Cavall Fort.

## Obra

### Narrativa
- L'àvia pirata. Juntament amb Josep Carrasco i Pepe Palma. Ed. del Pirata, 2019.
- La dona que somiava mariatxis. Voliana Edicions, 2016.
- El gení del botí. Juntament amb Lidia Massó. Ed. Alfaguara, 2000.
- La lluna presumida. Ed. el Bullent, 1994.